# Werkstattprogrammierung
Die Werkstattprogrammierung, auch werkstattorientierte Programmierung (WOP) (englisch shop floor programming – SFP) ist eine Form der Programmierung von CNC-Werkzeugmaschinen auf Werkstattebene, die sich mit einfachen Eingabemasken, Dialogführung und grafischer Darstellung an den Maschinenbediener in der Werkstatt richtet. Die Bezeichnung stammt aus dem Ende der 1970er Jahre.
Auch die Begriffe Dialogsteuerung und Zyklensteuerung bezeichnen diese Art der Programmierung.

## Entstehungsgeschichte
Mit der Einführung der ersten CNC-Werkzeugmaschinen wurde die Programmerstellung in die Arbeitsvorbereitung verlagert. Der Facharbeiter an der Maschine verlor seine Aufgabe eine Zeichnung in Arbeitsbewegung der Maschine umzusetzen. Er legte nur noch Werkstücke ein und überwachte die Maschine.

Mit der Werkstattorientierten Programmierung soll der Facharbeiter an der Maschine sein Wissen und seine Erfahrung direkt einbringen können. Denn er ist in der Lage, sehr viel schneller und flexibler auf Störungen und Probleme zu reagieren als die Arbeitsvorbereitung. Er soll Programme für einfache Teile direkt an der Maschine eingeben und schwierige Werkstückprogramme, die in der Arbeitsvorbereitung erstellt wurden, an der Maschine ändern und wieder zurück speichern können. Dazu soll die Arbeitsvorbereitung und Werkstatt für alle Maschinentypen und Technologien das gleiche
Programmiersystem verwenden.

Um ein fehlerfreies Programm zu erzeugen, soll der Bearbeitungsprozess vor der Abarbeitung simuliert werden mit Abbildung des Maschinenraumes, der Werkzeuge und der Spannsituation des Teiles.
Die ersten Maschinen mit WOP-Steuerung kamen 1989 auf den Markt.

## Ziele
- Grafisch-interaktive Programmierung ohne abstrakte Programmiersprache
- Programmierung der Werkstückgeometrie und nicht der Werkzeugwege, wie bei der Programmierung nach DIN 66025
- Geometrie unabhängig von der Technologie der Bearbeitung programmieren
- Möglichkeiten der Übernahme von Geometriedaten aus einem CAD-System
- Einheitliche Dialoge für alle Fertigungstechnologien
- Einheitliche Programmierung in der Werkstatt und in der Arbeitsvorbereitung

## Realisierung
Für die Holz- und Kunststoffbearbeitung bieten verschiedene Hersteller branchen- oder maschinenspezifische WOP-Software an.

In der Metallbearbeitung erfüllen zyklengesteuerte Maschinen die meisten Ziele der WOP.

Einige Punkte der WOP sind in die Software der aktuellen CNC-Steuerungen übernommen worden: z. B. die Konturprogrammierung und grafische Simulation.
Bis heute (2015) hat sich noch keine einheitliche und technologieübergreifende WOP-Software durchgesetzt. Die Realisierung ist bei jedem Steuerungshersteller anders gelöst.

## Beispiel
| \| \| Zerspanen längs (E) \| \| \| \|                         |                     |
| Zyklus Zerspanen längs (Erweitert) der Steuerung MANUALplus M |                     |
| Cycle turn diagram                                            | Zerspanen längs (E) |
| Cycle turn diagram                                            | data input fiels    |

Mit diesem Zyklus einer Drehmaschine wird ein Absatz gedreht ab einem Durchmesser von X=60 mm bis zum Durchmesser X1=40 mm. Der Absatz hat innen einen Radius R2=5 mm und links eine Fase I1=1 mm. Dabei werden mehrere Schnitte mit der Schnitttiefe C=1.5 mm gefahren. Die grauen Felder können wahlweise ausgefüllt werden. Wird zum Beispiel A=1.5 eingegeben wird ein Kegel mit 1,5° gefertigt.
In DIN programmiert:
```
N20 G0 X60 Z5 T1 G97 S800 (Anfahren)
N21 G0 X57 (Zustellen)
N22 G1 Z-20.4 G95 F0.3 (1. Schnitt)
N23 G0 X59 Z-19.4 (Abheben)
N24 G0 Z5 (Rückfahrt)
N25 G0 X54 (Zustellen)
…
```

Während man bei der Programmierung nach DIN 66025/ISO 6983 alle Koordinaten und Funktionen selbst Satz für Satz eingeben muss, nimmt die Dialogsteuerung dem Benutzer einen Großteil dieser Arbeit ab.
Hier wählt der Bediener die gewünschte Funktion an, und die Steuerung fragt alle für die Bearbeitung notwendigen Parameter ab und schlägt teilweise verschiedene Varianten vor. Diese Art der Programmierung ist auch leicht zu erlernen.
Nachteilig wirkt sich jedoch aus, dass es meistens nicht möglich ist, Informationen in einem Satz zu speichern, die erst später notwendig sind (z. B. Aufruf und Vorpositionierung des Werkzeugwechslers für das nächste Werkzeug). Wenn der Bediener programmiert, steht die Maschine still und ist nicht produktiv. Da diese Steuerungen jedoch meistens in der Einzelteil- und Kleinserienproduktion eingesetzt werden, überwiegen die Vorteile bezüglich der Einfachheit der Programmierung gegenüber den Zeitverlusten bei der Bearbeitung und Programmierung.
Die meisten dieser Steuerungen bieten die Möglichkeit interaktiv grafisch unterstützt eine beliebige Werkstückkontur zu programmieren die dann von der Maschine mit den eingegebenen Technologiedaten gefertigt wird. Dabei berechnet die Steuerung auch Schnittpunkte, Verrundungen, Fasen wie in einem CAD-Programm.
Seit ca. 1997 können auch Zeichnungsdaten eines externen CAD-Programms als Werkstückgeometrie direkt an der Maschine gelesen werden. Die Daten werden meist im Dateiformat DXF übergeben. Die Steuerung erstellt dann zusammen mit den Vorgaben des Facharbeiters das Programm.